# Коррея Нунес, Дурвал
Дурвал Корре́я Нунес (порт.-браз. Durval Corrêa Nunes; 4 августа 1925, Масейо или Q10281630? — 19 июля 1982, Рио-де-Жанейро) — бразильский футболист, нападающий. Рекордсмен клуба «Фламенго» по числу голов в одном матче — 7 мячей.

## Карьера
Дурвал начал карьеру в клубе «Мадурейра». Там он выступал пять лет. В 1948 году Дурвал перешёл во «Фламенго». Он дебютировал в составе команды 14 января в матче с университетской сборной Чили (3:4). 4 апреля форвард забил первый мяч за клуб, поразив ворота «Сеары» (3:0). В 1949 году он стал лучшим бомбардиром «Фламенго», забив 42 гола. В 1950 году Дурвал занял второе место среди лучших бомбардиров турнира Рио — Сан-Паулу, забив 8 голов. 30 апреля того же года он забил семь голов в одном матче против «Гойтаказа» (13:1), что является до сих пор является клубным рекордом. А в сезоне вновь стал лучшим бомбардиром команды с 44 голами. Всего за клуб футболист забил 124 мяча в 130 матчах, по другой версии 127 голов в 132 играх, по третьей версии 120 голов в 130 матчах. Последнюю встречу за «Фламенго» он сыграл 18 марта 1951 года против «Сан-Паулу» (4:2).
Из «Фламенго» Дурвал перешёл в состав «Сан-Паулу». 25 марта 1951 года он дебютировал в составе команды в матче с «Америкой» (1:1). В 1953 году он помог команде выиграть чемпионат штата Сан-Паулу. 25 октября того же года форвард провёл последний матч за клуб против «Коринтианса» (1:3). Всего за «Сан-Паулу» он сыграл 74 матча и забил 30 голов.

## Достижения
- Чемпион штата Сан-Паулу: 1953